# Monts Rincon
Pour les articles homonymes, voir Rincón.
Les monts Rincon, en anglais Rincon Mountains, sont un massif montagneux localisé à l'est de la ville de Tucson, dans le comté de Pima, au sud de l'Arizona, aux États-Unis. Il s'agit de l'un des cinq massifs qui dominent la vallée de Tucson. Les autres massifs se nomment monts Santa Catalina au nord, monts Santa Rita au sud, monts Tucson à l'ouest et monts Tortolita au nord-ouest. Le col Redington sépare le massif Rincon de celui de Santa Catalina.
Mica Mountain, avec ses 2 641 m, est le point culminant du massif. L'autre sommet important est le pic Rincon.
En espagnol, le terme Rincón signifie « coin », ce qui dénote la forme du massif. Mica Mountain est au centre du coin, tandis que le Rincon Peak et le Tanque Verde Peak forment les deux extrémités. Une grande partie du massif est protégée au sein du parc national de Saguaro.

Panorama d'une partie du massif à partir de Tucson.